# دمية أديسون الفونوغرافية

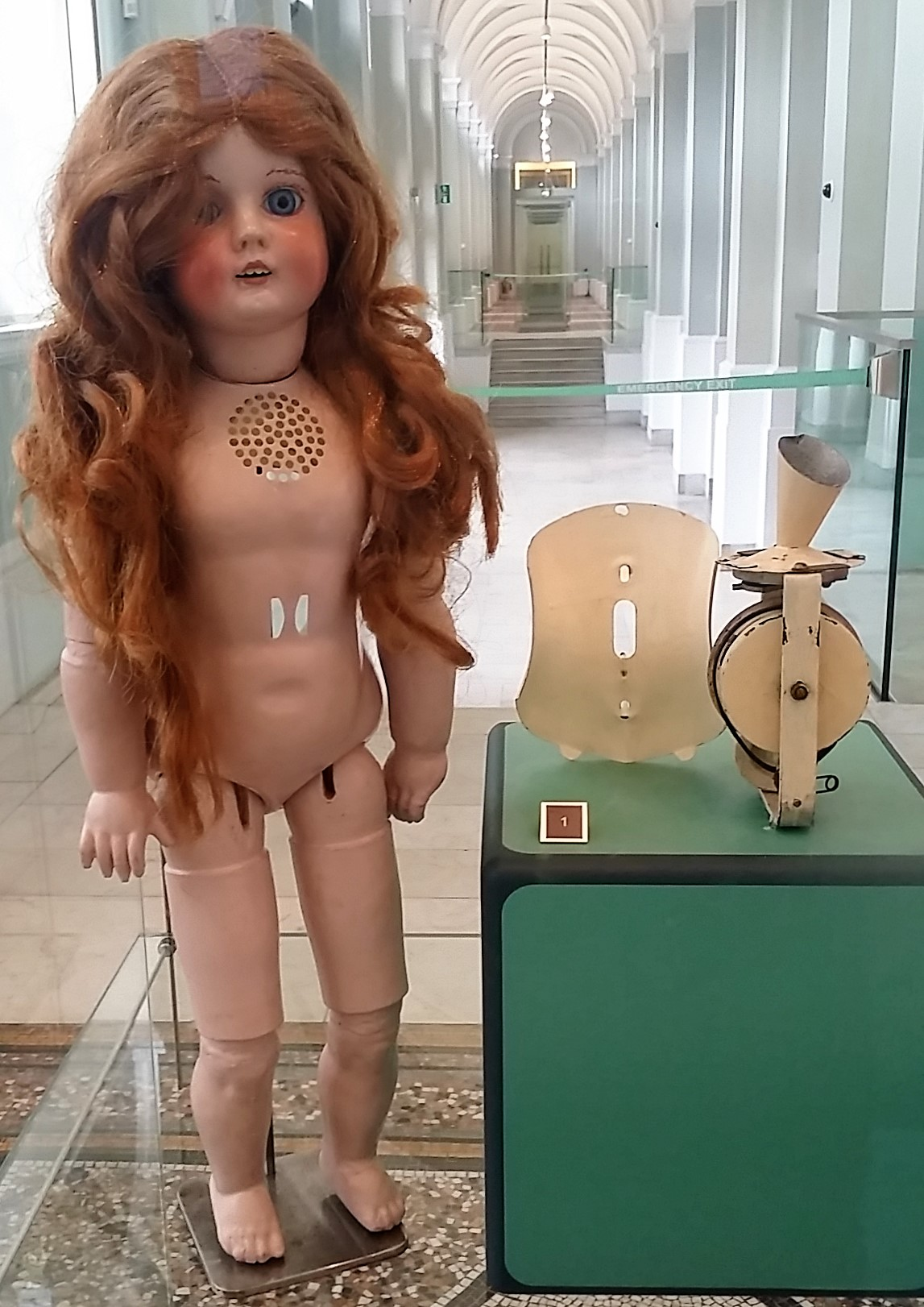

دمية أديسون الفونوغرافية (بالإنجليزية: Edison's Phonograph Doll)‏ هي دمية لعب أطفال تم تطويرها بواسطة شركة إديسون المصنعية لألعاب الفونوغراف (تم تأسيسها بواسطة وليام دبليو جاك وويل بريغز عام 1887م) تم تقديمها في عام 1890م. الدمية الأصلية تم اختراعها بواسطة توماس إديسون عام 1877. الدمية ذات ال56 سم تضمنت ميزة الفونوغراف القابل للإزالة والذي كان يلعب أغنية أطفال وحيدة. بالرغم من أنها استغرقت عدة سنوات في التجارب والتطوير، دمية إديسون المتكلِّمة فشلت في المبيعات، وتم تسويقها فقط لأسابيع قليلة عام 1890م. يجب عليك إدارة مقبض في كل مرة للعب الصوت. كذلك، الأسطوانات الفونوغرافية الشمعية التي على شكل حلقة كانت تخرج بسرعة وكانت عرضة للتشويه والتكسير.
في عام 2015م، مختبر لورانس بيركلي الوطني وبالتعاون مع مكتبة الكونغرس، طور نظام مسح ضوئي ثلاثي الأبعاد اسمه (IRENE-3D)، والذي سمح للأسطوانات الناجية أن يعاد مسحها وإعادة إخراج الأصوات. في أبريل 2015، ثمانية تسجيلات تم تحويلها لرقمية وأصبح بالإمكان سماعها من خلال موقع الويب لإدارة المتنزهات الوطنية.